# Turnês de Alice in Chains

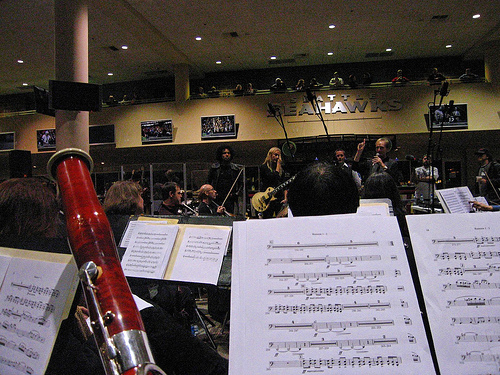
Alice in Chains ensaiando com a Orquestra Sinfônica do Noroeste para o concerto beneficente Symphony Legacy no Benaroya Hall, em Seattle, em 2007.

Esta é a lista de turnês do Alice in Chains, uma banda de rock alternativo estado-unidense fundada em 1987, em Seattle, Washington. Desde sua fundação, o Alice in Chains se apresentou por todo o mundo, incluindo turnês na América do Norte, América do Sul, Europa, Austrália e Japão. Durante o começo de sua carreira, o grupo atuou como banda de abertura para turnês de bandas e músicos como Extreme, Iggy Pop, Megadeth, e Van Halen. Turnês subsequentes também apresentaram o Alice in Chains como o ato principal, com suporte de bandas como Screaming Trees, Gruntruck, Clawfinger e Sweetwater.
A formação da banda mudou pouco através da história do grupo, com Jerry Cantrell e Sean Kinney permanecendo como os únicos membros constantes na guitarra e bateria, respectivamente. Músicos que contribuíram com performances ao vivo incluem Scott Olson, Patrick Lachman e Duff McKagan.

## Turnês paraJar of Flies,Alice in ChainseMTV Unplugged
| Duração      | Parte da turnê                                            | Formação da banda | Formação da banda | Formação da banda | Formação da banda | Locações (datas)           | Outros grupos                      | Ref.  |
| Duração      | Parte da turnê                                            | Vocal             | Guitarra          | Baixo             | bateria           | Locações (datas)           | Outros grupos                      | Ref.  |
| ------------ | --------------------------------------------------------- | ----------------- | ----------------- | ----------------- | ----------------- | -------------------------- | ---------------------------------- | ----- |
| Jan 1994     | Show acústico beneficente para Norwood Fisher do Fishbone | Layne Staley      | Jerry Cantrell    | Mike Inez         | Sean Kinney       | América do Norte (1 data)  |                                    | [ 1 ] |
| Jul 1994     | Metallica Shit Hits The Sheds tour (Cancelada)            | Layne Staley      | Jerry Cantrell    | Mike Inez         | Sean Kinney       | América do Norte (5 datas) | Atração principal: Metallica       | [ 1 ] |
| Jun 1996     | MTV Unplugged                                             | Layne Staley      | Jerry Cantrell    | Mike Inez         | Sean Kinney       | América do Norte (1 data)  | Participação especial: Scott Olson | [ 1 ] |
| Jun-Jul 1996 | Kiss Reunion Tour                                         | Layne Staley      | Jerry Cantrell    | Mike Inez         | Sean Kinney       | América do Norte (4 datas) | Atração principal: Kiss            | [ 1 ] |

## Black Gives Way to Blue Tour
| Duração      | Parte da turnê                | Formação da banda | Formação da banda | Formação da banda | Formação da banda | Locações (datas)          | Outros grupos | Ref.  |
| Duração      | Parte da turnê                | Vocal             | Guitarra          | Baixo             | bateria           | Locações (datas)          | Outros grupos | Ref.  |
| ------------ | ----------------------------- | ----------------- | ----------------- | ----------------- | ----------------- | ------------------------- | --- | ----- |
| Fev–Mar 2009 | Soundwave Festival            | William DuVall    | Jerry Cantrell    | Mike Inez         | Sean Kinney       | Austrália (5 datas)       | Com: Nine Inch Nails, Scars on Broadway, Lamb of God, Bloodhound Gang, Alkaline Trio, Billy Talent, Face to Face, In Flames, Funeral for a Friend, Less Than Jake, New Found Glory, Goldfinger, Saves the Day, Lacuna Coil, entre outros | [ 2 ] |
| Mai 2009     | Rock on the Range             | William DuVall    | Jerry Cantrell    | Mike Inez         | Sean Kinney       | América do Norte (1 data) | Com: Korn | [ 3 ] |
| Jun 2009     | Kid Rock tour                 | William DuVall    | Jerry Cantrell    | Mike Inez         | Sean Kinney       | América do Norte (1 data) | Atração principal: Kid Rock Com: Cypress Hill | [ 4 ] |
| Ago 2009     | World Magnetic Tour Metallica | William DuVall    | Jerry Cantrell    | Mike Inez         | Sean Kinney       | Europa (7 datas)          | Atração principal: Metallica |       |